# Prodigy (Stargate SG-1)
«Prodigy» (Prodigio) es el décimo noveno episodio de la cuarta temporada de la serie de televisión de ciencia ficción Stargate SG-1, y el octogésimo quinto capítulo de toda la serie.

## Trama
En el SGC, cuando el Coronel O'Neill va a discutir con Hammond sobre su próxima misión, conoce al Gral. Ryan del Estado Mayor. Para su sorpresa se entera de que el propio General le asignó dicha misión. Ante esto, Jack no tiene más opción que acatar las órdenes y viaja con Teal'c por el Portal. En tanto, Daniel está en misión con SG-11 y Carter se encuentra dando una charla sobre agujeros de gusano en la academia de la Fuerza Aérea. Durante su estancia allí, la Mayor Carter conoce a Jennifer Hailey, una cadete muy irrespetuosa e insubordinada, pero tan brillante, que incluso encuentra un error en una de sus ecuaciones. Carter cree que ella sería un excelente miembro del SGC. Sin embargo Hailey tiene muchos problemas de indisciplina, a tal punto que casi es expulsada de la academia por romperle la nariz a otro cadete, de no ser por en intercesión de la Mayor Carter.
Mientras tanto, O’Neill y Teal'c se encuentran en una base científica en una luna extraterrestre. Pronto, Jack comienza a llevarse mal con los científicos de lugar, que lo consideran muy paranoico con todo, mientras O'Neill piensa que ellos son muy descuidados con sus investigaciones. Más adelante, los científicos descubren unas extrañas formas de vida, similares a pequeñas bolas luminosas, que son capaces de atravesar la materia sólida. Pese a la negativa de O’Neill, los científicos capturan a una de las criaturas.
En la Tierra, en tanto, Carter descubre que parte de la actitud negativa de Hailey proviene del aburrimiento y la frustración con los cursos que ella está tomando. Jennifer es tan inteligente que ninguna de las clases de la academia le representa un gran desafío. Sin embargo, Hailey también está muy molesta por el hecho de que la comparan constantemente con Carter. Samantha entonces decide revelarle a Hailey su trabajo, y la lleva al SGC. Allí viajan por el Portal a la base donde se encuentran O'Neill y Teal'c.
En el campamento, Carter y Hailey observan a la criatura luminosa capturada previamente. Para evitar que escape, los científicos electrificaron el frasco que contiene al ser. Pronto, O’Neill y Carter ordenan soltar a la criatura. Pero luego, cuando 2 científicos vuelven al bosque a seguir observando las “luciérnagas”, estas los atacan. Matan a uno atravesando su cuerpo varias veces, lo que causa serias quemaduras, y hieren al otro. Las criaturas rápidamente llegan al campamento, y obligan a todos a refugiarse dentro del edificio principal. Para evitar que entren, Carter electrifica las paredes del complejo, pero el generador de la base no durara mucho tiempo. 
Es aquí cuando Carter y Hailey discuten que hacer ya que las 2 tienen ideas diferentes sobre las “luciérnagas”. Por un lado, Carter dice que las criaturas los atacan por haber capturado antes a una de ellas, y para poder escapar deberán activar el Portal, ya que la electromagnetividad que produce alejara a las “luciérnagas”. Hailey en cambio piensa que las criaturas actúan hostilmente porque la luna entró en una región electromagnética que las altera; según Jennifer solo deberán esperar hasta que las “luciérnagas” se tranquilicen. 
Ante estas teorías, O'Neill decide aceptar la de Carter. Hailey se enoja mucho, porque cree que el Coronel se arriesgará innecesariamente, pero Carter le hace entender que si Jack va arriesgara solo su propia vida, y no la del resto. Teal'c entonces le dispara con un Zat a O'Neill para que por un rato sea inmune a las criaturas. Jack alcanza el Portal y lo activa. Pronto, las personas de la base llegan allí, y vuelven todos a la Tierra. En tanto la cadete Hailey, muy emocionada, decide seguir en la Fuerza Aérea para trabajar en el SGC.

## Artistas invitados
- Elisabeth Rosen como la Cadete Jennifer Hailey.
- Hrothgar Mathews como el Dr. Hamilton.
- Michael Kopsa como el General de Brigada Kerrigan.
- General Michael E. Ryan, jefe del Estado Mayor como él mismo.
- Keith Martin Gordey como el Profesor Monroe.
- Roger Haskett como el Dr. Thompson.
- Russel Ferrier como el Mayor Griff.
- Ivon R. Bartok como cadete.